# إيرباص بولقا أكس إل
إيرباص بولقا أكس إل هي طائرة نقل ضخمة من إنتاج شركة إيرباص، حلقت الطائرة لأول مرة في 19 يوليو 2018  ودخلت الخدمة في 9 يناير 2020.